# Ianthellidae
Ianthellidae är en familj av svampdjur. Ianthellidae ingår i ordningen Verongida, klassen horn- och kiselsvampar, fylumet svampdjur och riket djur. Enligt Catalogue of Life omfattar familjen Ianthellidae 19 arter. 
Kladogram enligt Catalogue of Life:
| Ianthellidae | \| \| Anomoianthella \| \| \| \| \| \| Hexadella \| \| \| \| \| \| Ianthella \| \| \| \| |
|              | \| \| Anomoianthella \| \| \| \| \| \| Hexadella \| \| \| \| \| \| Ianthella \| \| \| \| |
|              | Aplysinellidae                                                                           |
|              |                                                                                          |
|              | Aplysinidae                                                                              |
|              |                                                                                          |
|              | Pseudoceratinidae                                                                        |
|              |                                                                                          |
|              | Anomoianthella                                                                           |
|              |                                                                                          |
|              | Hexadella                                                                                |
|              |                                                                                          |
|              | Ianthella                                                                                |
|              |                                                                                          |

|  | Anomoianthella |
|  |                |
|  | Hexadella      |
|  |                |
|  | Ianthella      |
|  |                |

## Bildgalleri

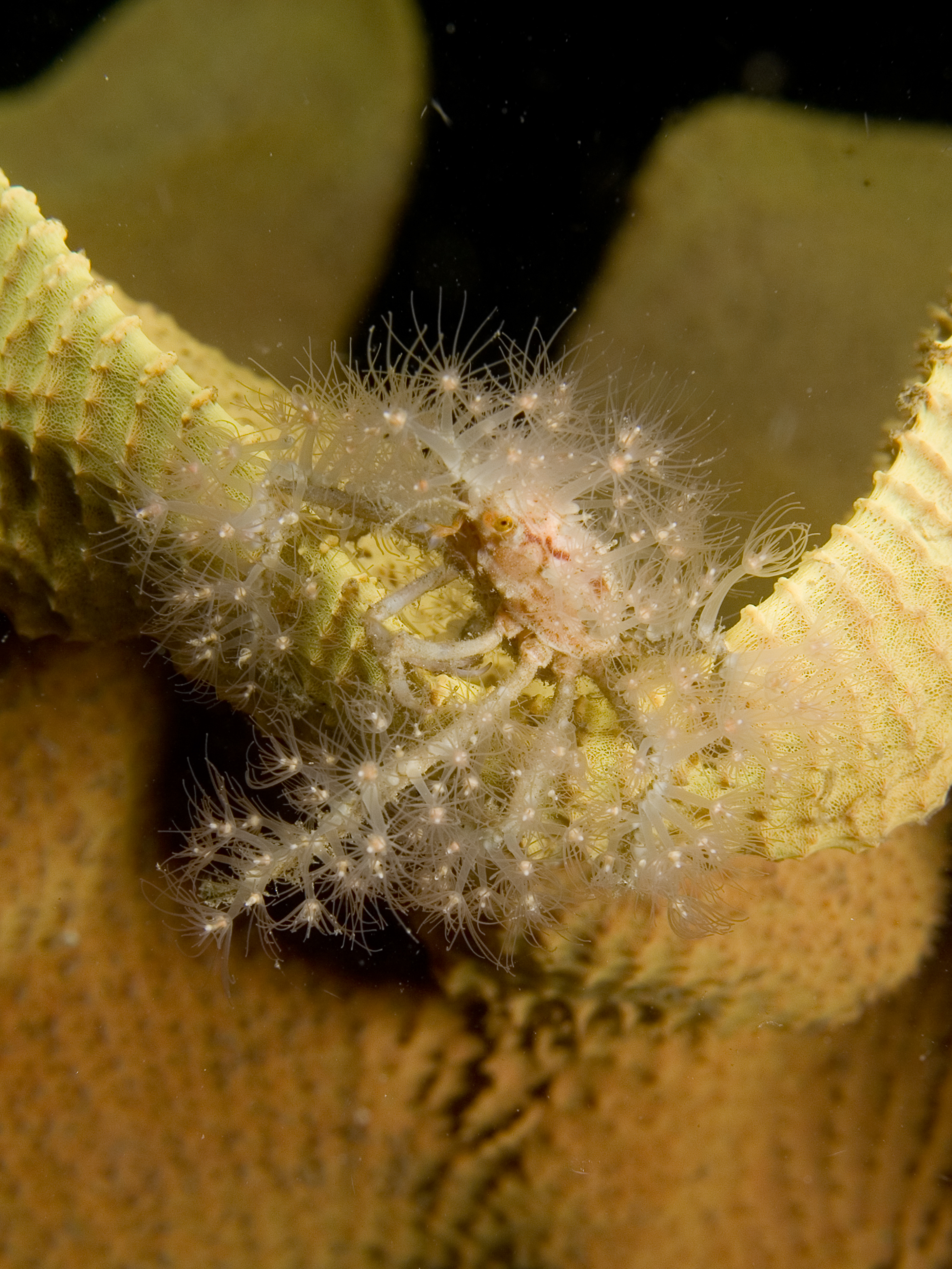
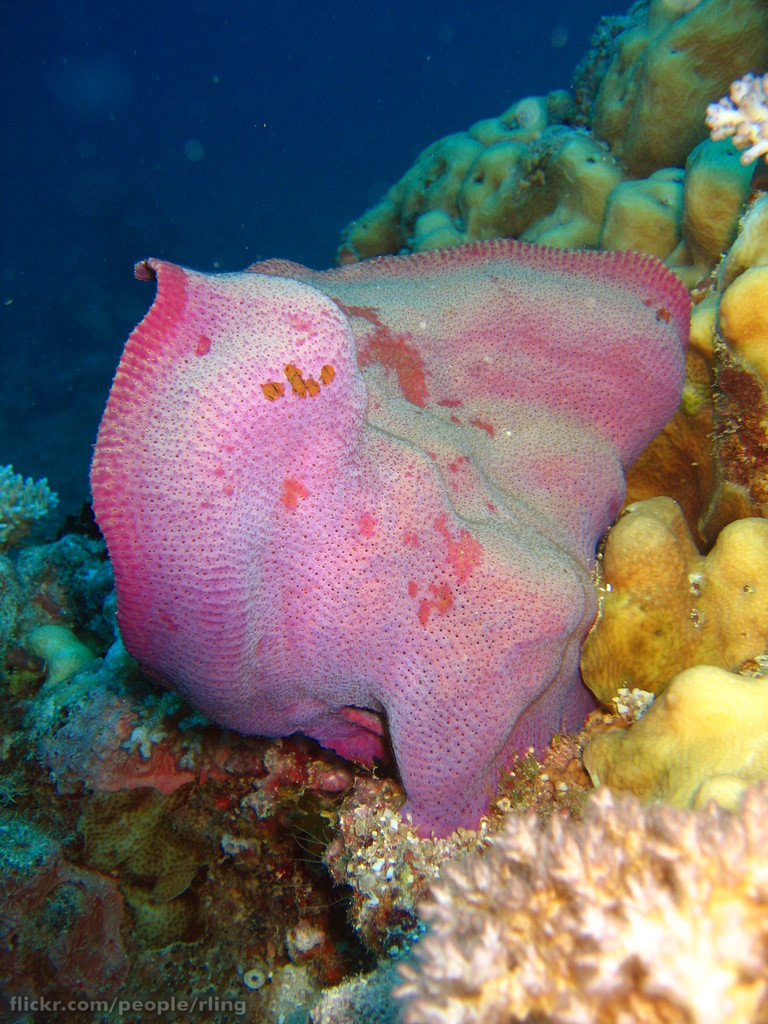